# Ruta de los vinos de Alsacia

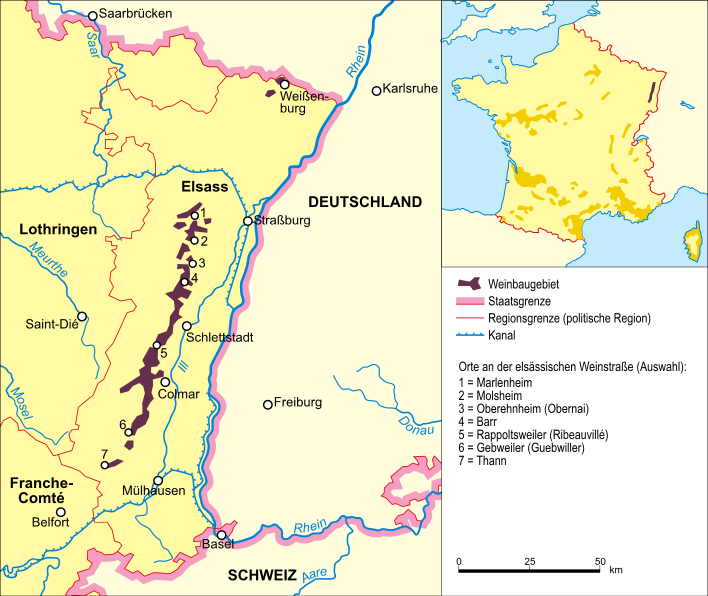
Distribución de los viñedos en Alsacia

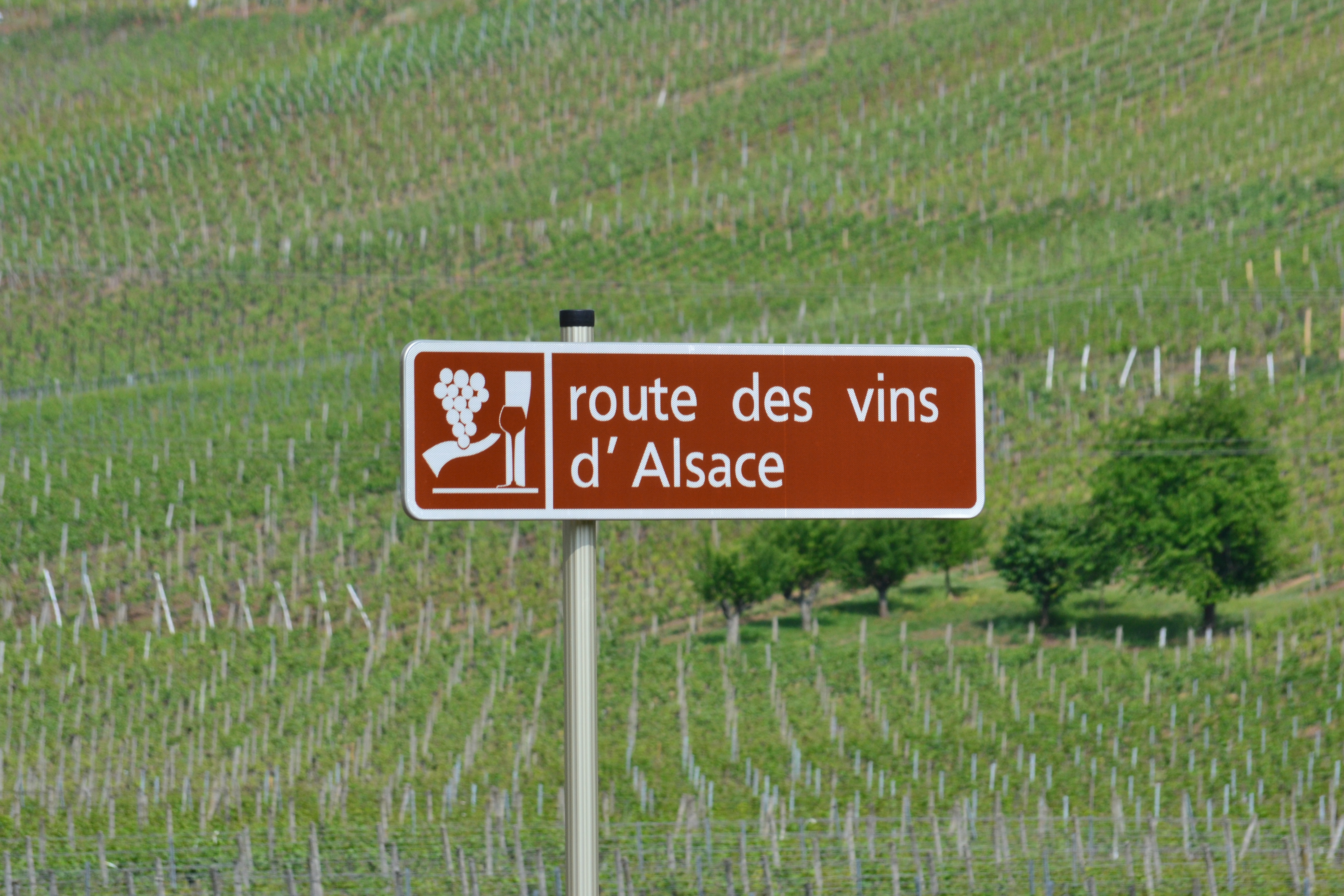
Cartel indicador.

La Ruta de los vinos de Alsacia (en francés Route des Vins d'Alsace) es una ruta turística que atraviesa las principales zonas vitícolas de la región de Alsacia. Tiene una longitud de unos 170 km entre Marlenheim al norte y Thann al sur, pasando por Colmar, que es considerada la capital del vino de Alsacia.
La ruta es alargada, de norte a sur, situada en las primeras pendientes entre la llanura del Rin y el macizo de los Vosgos. En la margen derecha del río transcurre de forma paralela la ruta del vino de Baden.
A lo largo de la ruta se pueden visitar los viñedos por 39 senderos señalizados, que se cierran durante el periodo de vendimia. Numerosas bodegas tienen las puertas abiertas para la visita, degustación y venta. En los pueblos son típicos los winstubs, tabernas de vino. A lo largo del año se celebran varias fiestas y ferias alrededor del vino.
De norte a sur la ruta atraviesa los siguientes municipios: 
- Marlenheim
- Wangen. El primer domingo después del 2 de julio se celebra la fiesta de la fuente (fête de la fontaine) donde el vino mana gratuitamente por la fuente del pueblo.
- Westhoffen
- Traenheim
- Bergbieten
- Dangolsheim
- Soultz-les-Bains
- Avolsheim
- Molsheim. El segundo fin de semana de octubre se celebra la fiesta de la uva.
- Rosheim
- Boersch
- Ottrott
- Obernai. Fiesta de la vendimia el tercer domingo de octubre. Sendero vitícola de Schenkenberg de 3,6 km.

- Bernardswiller
- Heiligenstein

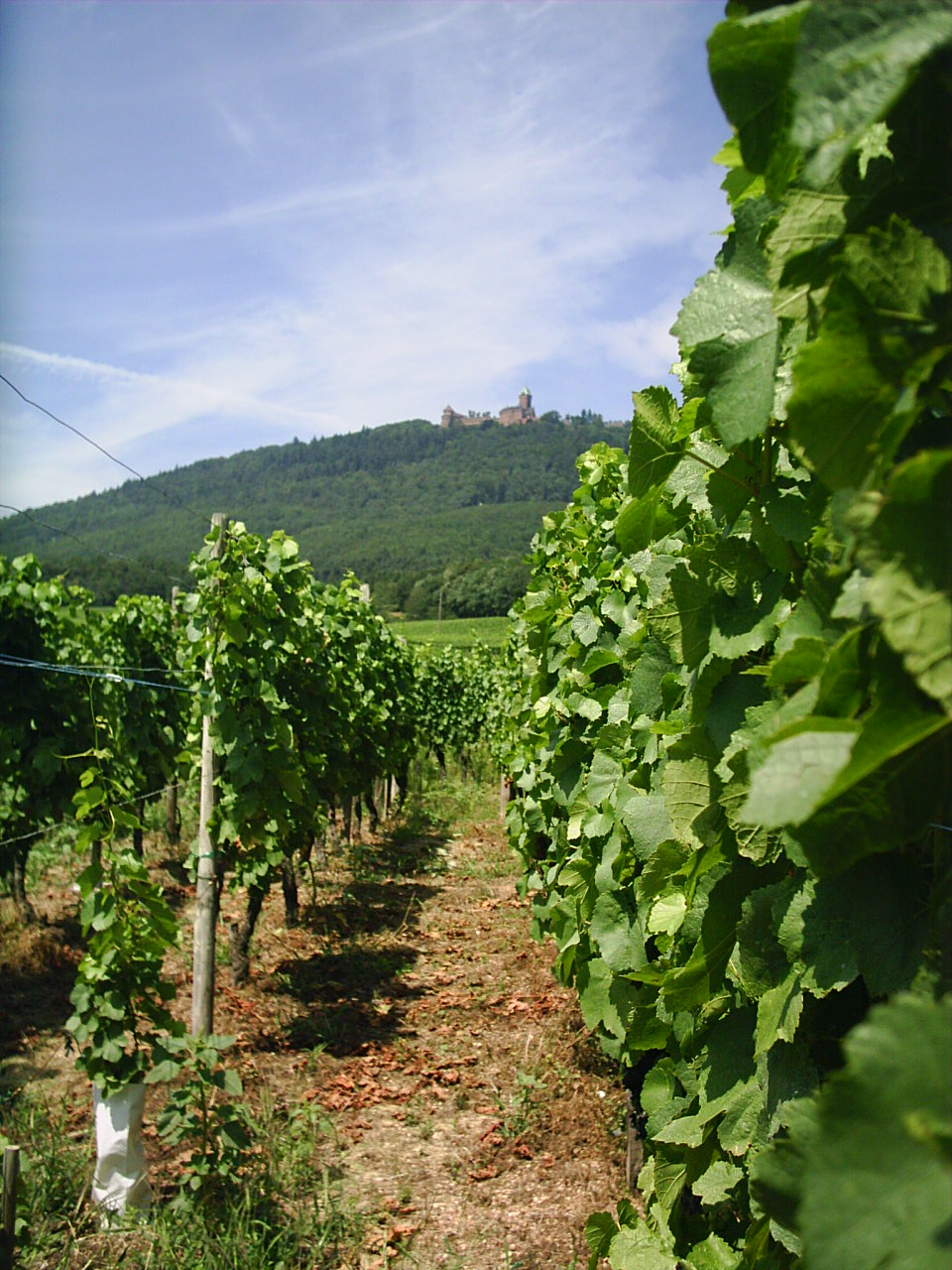
Viñedos en Bernardswiller

- Barr. Feria anual de los vinos, alrededor del 14 de julio.
- Mittelbergheim
- Andlau. Dispone de tres grands crus: Kastelberg, Wiebelsberg y Moenchberg.
- Itterswiller
- Nothalten
- Blienschwiller
- Dambach-la-Ville
- Scherwiller

- Châtenois
- Kintzheim
- Orschwiller

- Saint-Hippolyte
- Rodern
- Rorschwihr
- Bergheim

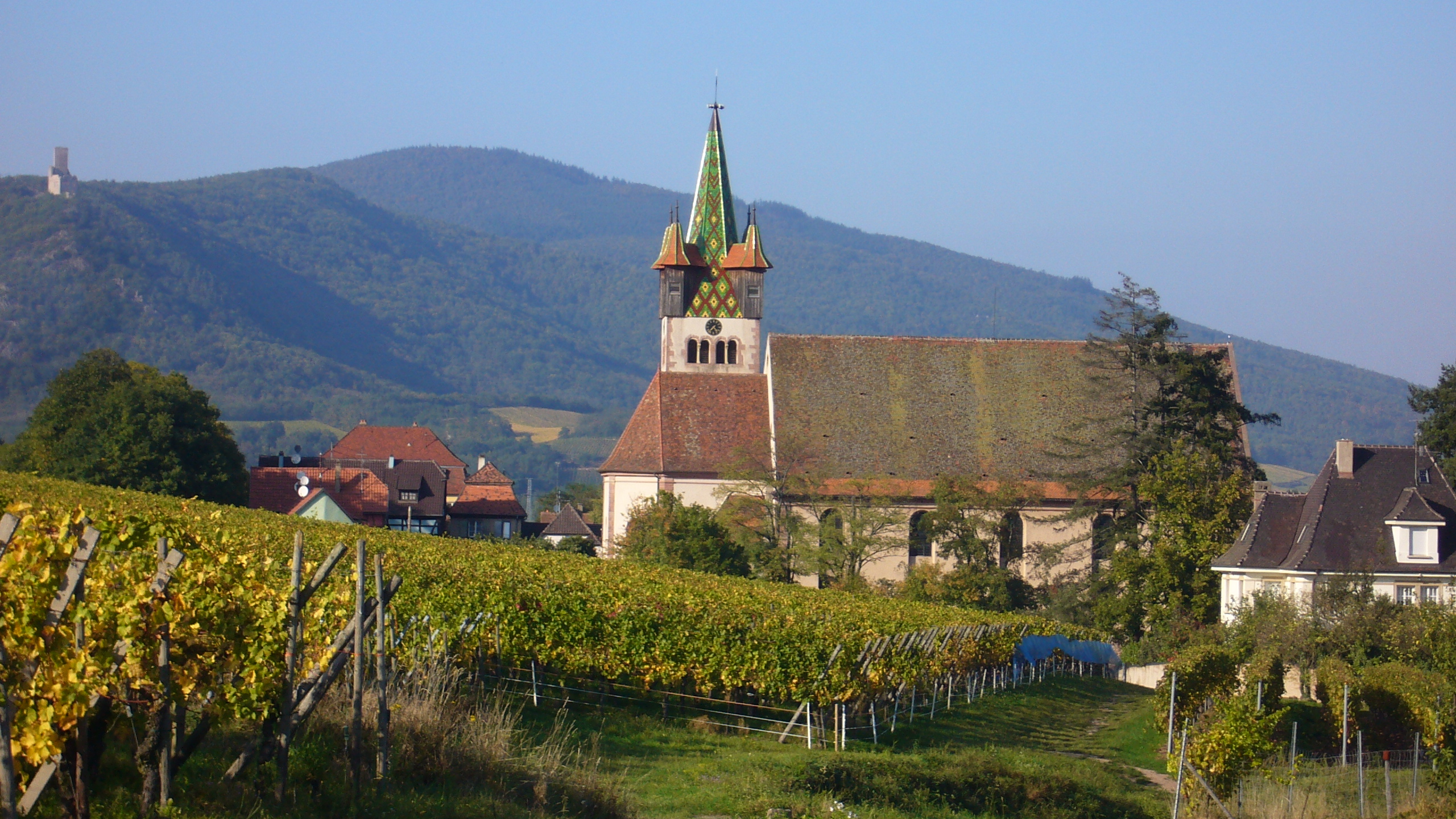
Viñedos en Châtenois

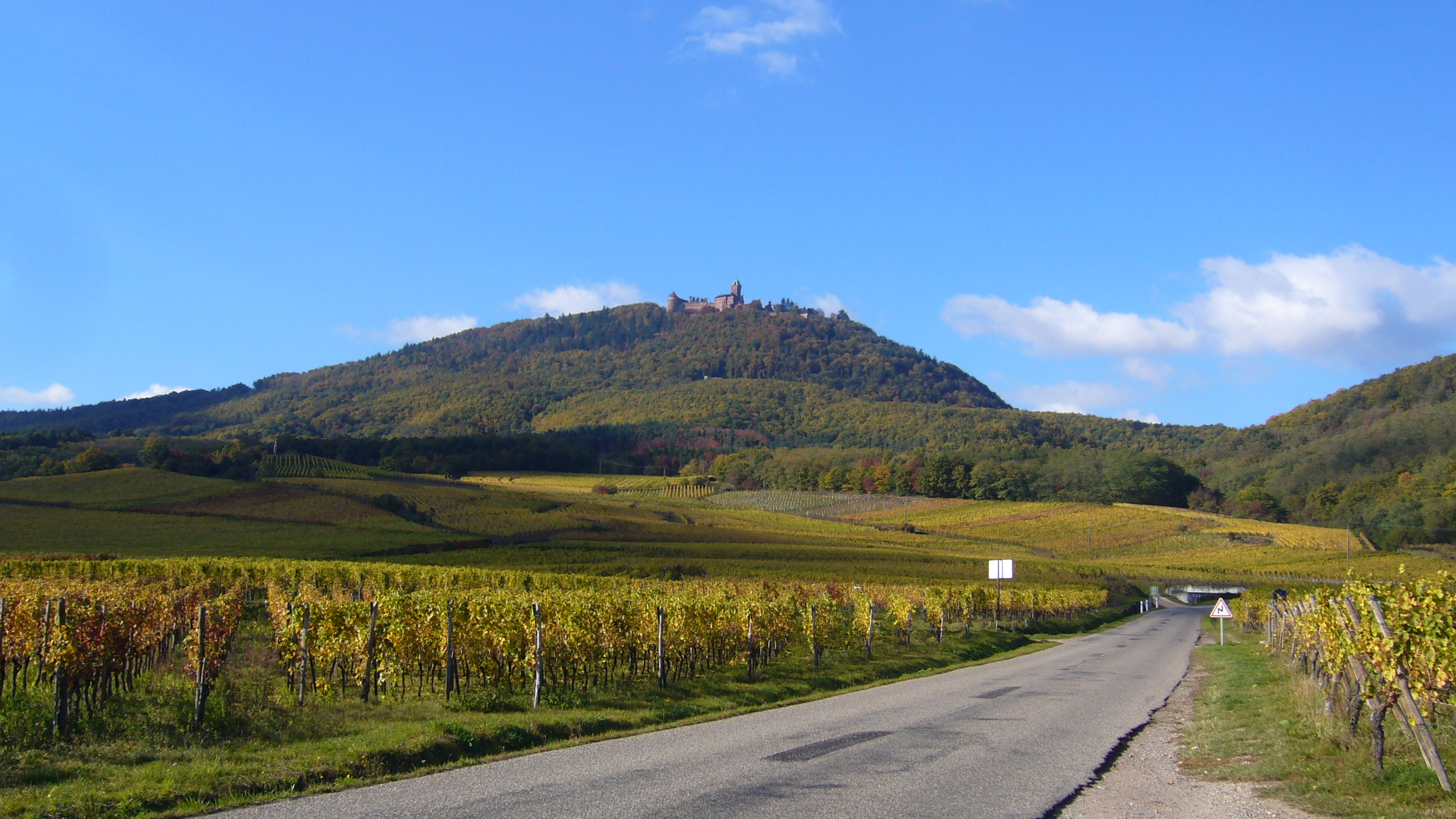
Viñedos en Saint-Hippolyte. Al fondo el castillo de Haut-Koenigsbourg

- Ribeauvillé. Feria de vinos el fin de semana posterior al 14 de julio. Cuenta con tres grands crus: Geisberg, Kichberg de Ribeauvillé y Osterberg.
- Hunawihr
- Zellenberg
- Riquewihr
- Beblenheim
- Mittelwihr
- Bennwihr
- Sigolsheim
- Kientzheim. Museo de la Vid y de los Vinos de Alsacia, y varias bodegas de degustación.

- Kaysersberg
- Ammerschwihr
- Ingersheim
- Niedermorschwihr

- Turckheim

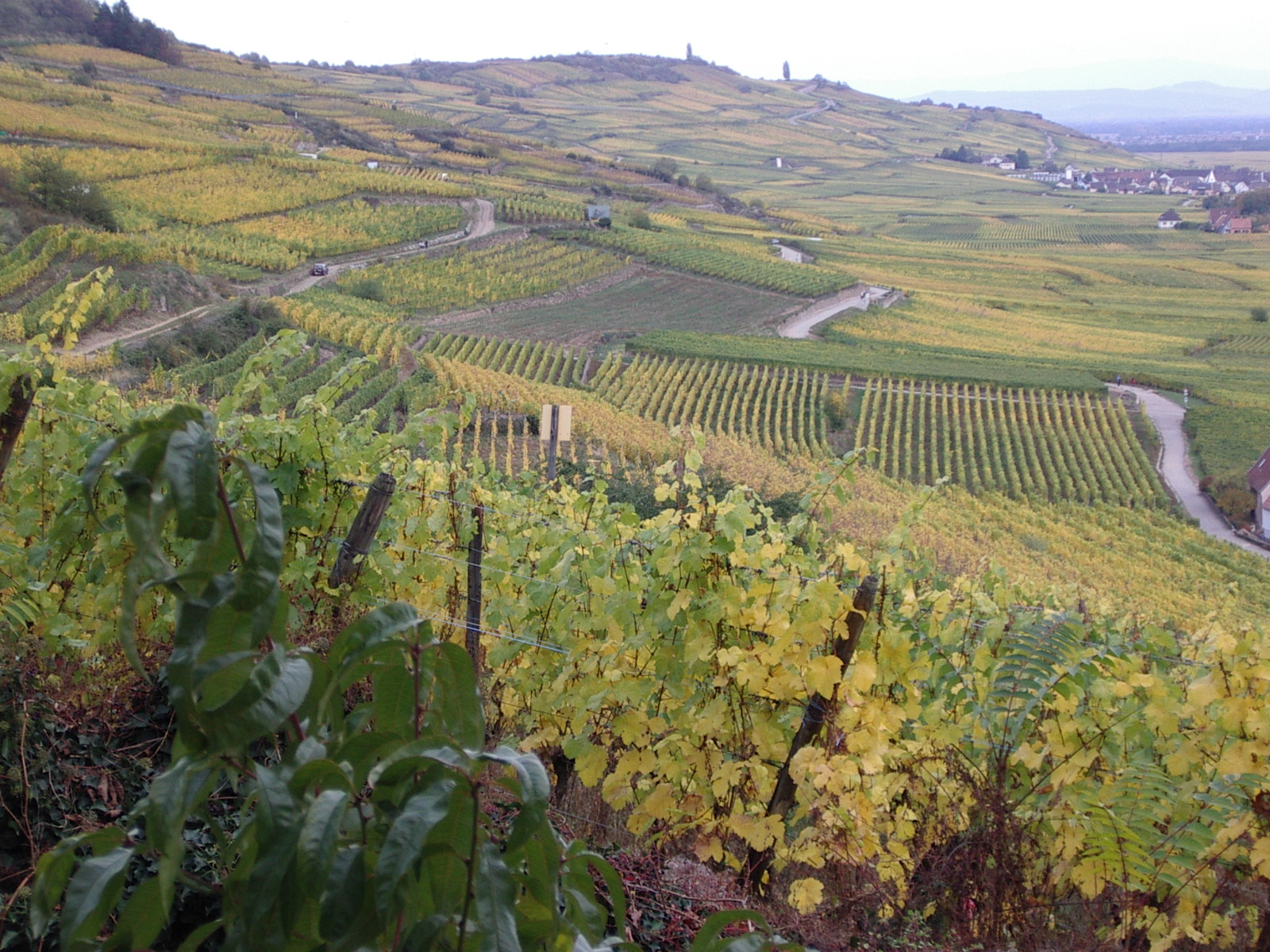
Viñedos en Kaysersberg

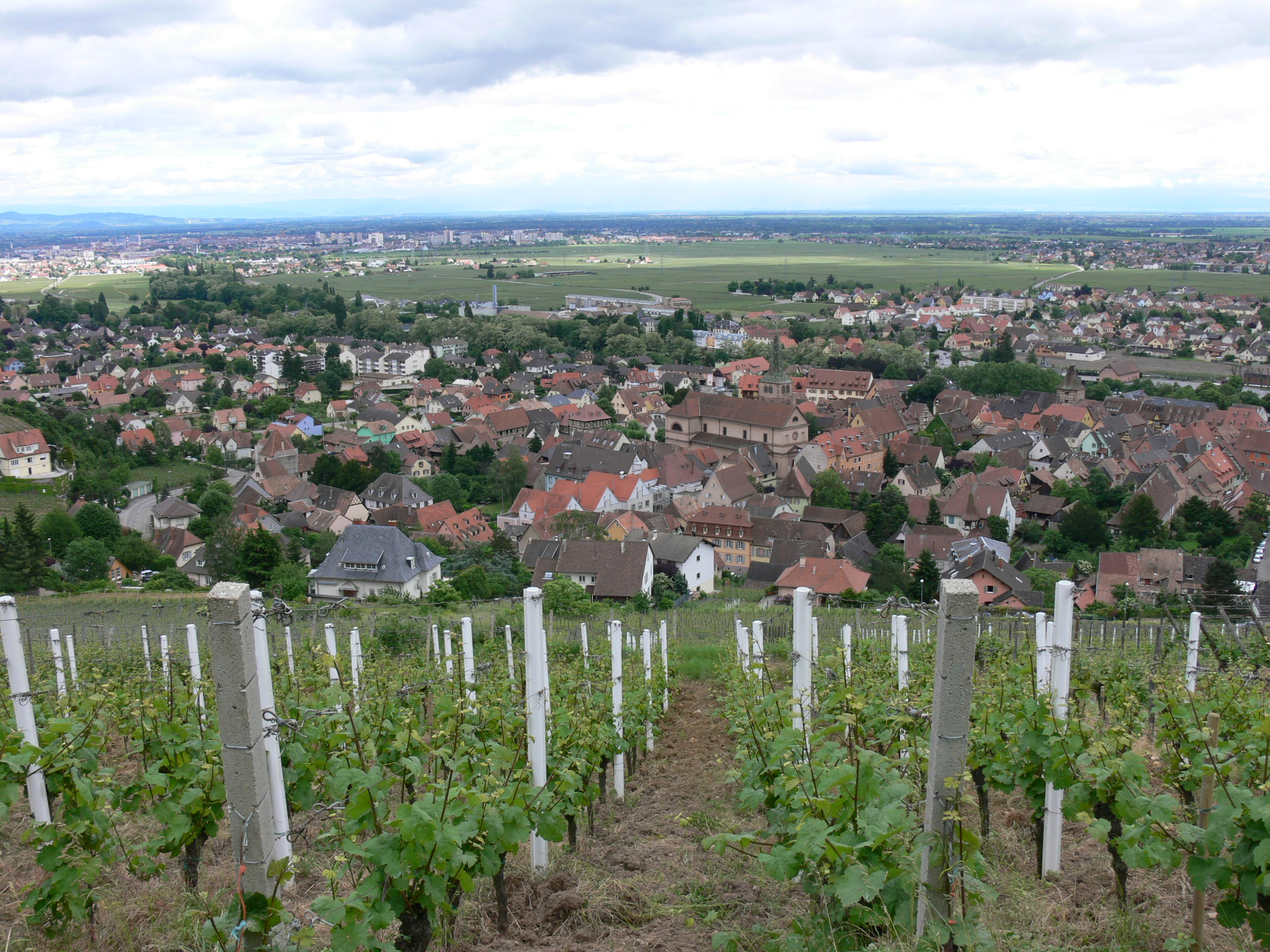
Vista de Turckheim desde los viñedos

- Colmar. La Maison des vins d'Alsace es la sede del Comité Interprofesional de los Vinos de Alsacia (CIVA), además de otras organizaciones vitícolas.
- Wintzenheim
- Wettolsheim. Reivindica el honor de ser el primer lugar donde los romanos plantaron viñas en Alsacia. Celebra la fiesta del vino el último fin de semana de julio.
- Eguisheim. Uno de los primeros lugares de viñedos en Alsacia, tiene 300 ha plantadas y dos grand crus: Eichberg y Pfersigberg.
- Husseren-les-Châteaux
- Voegtlinshoffen
- Obermorschwihr
- Hattstatt
- Gueberschwihr
- Pfaffenheim
- Rouffach
- Westhalten
- Soultzmatt. Tiene el grand cru más elevado de Alsacia, a 420 m: Zinnkoepfle.
- Orschwihr
- Bergholtzzell
- Bergholtz
- Guebwiller. Feria de vinos el jueves de Ascensión. Dispone de cuatro grand crus: Spiegel, Kessler, Kitterlé y Saering.
- Soultz-Haut-Rhin
- Wuenheim
- Cernay
- Vieux-Thann
- Thann